# Ebersbach (Neunkirchen am Brand)
Ebersbach ist ein Gemeindeteil des Marktes Neunkirchen am Brand im Landkreis Forchheim (Oberfranken, Bayern).

## Geografie
Das Dorf liegt im Erlanger Albvorland, etwa zwei Kilometer nordwestlich von Neunkirchen. In dem Ort vereinigen sich drei Quellbäche zum gleichnamigen Ebersbach, einem Quellfluss der Schwabach.

## Geschichte
Die vermutlich erste urkundliche Erwähnung des Ortes stammt aus dem Jahr 1015. Bis zum Beginn des 19. Jahrhunderts unterstand Ebersbach der Landeshoheit des Hochstifts Bamberg. Die Dorf- und Gemeindeherrschaft übte das Amt Neunkirchen als Vogteiamt aus. Auch die Hochgerichtsbarkeit stand diesem Amt als Centamt zu. Zudem hatte es als Kastenamt auch die Grundherrschaft über alle 22 Anwesen des Ortes. In kirchlichen Belangen waren die Einwohner der katholischen Pfarrei Neunkirchen zugeordnet. Im Dreißigjährigen Krieg war Ebersbach fast komplett ausgestorben.
Als das Hochstift Bamberg infolge des Reichsdeputationshauptschlusses 1802/03 säkularisiert und unter Bruch der Reichsverfassung vom Kurfürstentum Pfalz-Baiern annektiert wurde, wurde Ebersbach ein Teil der bei der „napoleonischen Flurbereinigung“ gewaltsam in Besitz genommenen neubayerischen Gebiete. 1814 hatte der Ort laut dem Chronisten Goldwitzer 26 Anwesen und 143 Einwohner.
Durch die Verwaltungsreformen zu Beginn des 19. Jahrhunderts im Königreich Bayern wurde Ebersbach mit dem Zweiten Gemeindeedikt 1818 ein Gemeindeteil der Ruralgemeinde Dormitz. Am 1. März 1960 wurde Ebersbach in den Markt Neunkirchen am Brand umgemeindet. 2012 wurde das Gemeinschaftshaus eingeweiht, das mit großer Hilfe der Bevölkerung erbaut wurde. Im Jahr 2018 hatte Ebersbach 240 Einwohner.

## Wirtschaft
Der Ort ist landwirtschaftlich geprägt, Siedlungsbebauung gibt es kaum. Neben Viehzucht, Getreide- und Hackfruchtanbau werden Sonderkulturen, wie Kirschen, Zwetschgen, Kernobst, Erdbeeren, Meerrettich und Spargel angebaut.

## Verkehr
Eine von der Staatsstraße St 2243 kommende Gemeindeverbindungsstraße durchquert Ebersbach und verläuft weiter nach Marloffstein. Eine weitere verbindet den Ort mit Neunkirchen am Brand. Vom ÖPNV wird das Dorf an der Haltestelle zweier Buslinien des VGN bedient. Die nächstgelegenen Bahnhöfe befinden sich in Bubenreuth und Erlangen, beide an der Bahnstrecke Nürnberg–Bamberg.

## Baudenkmäler

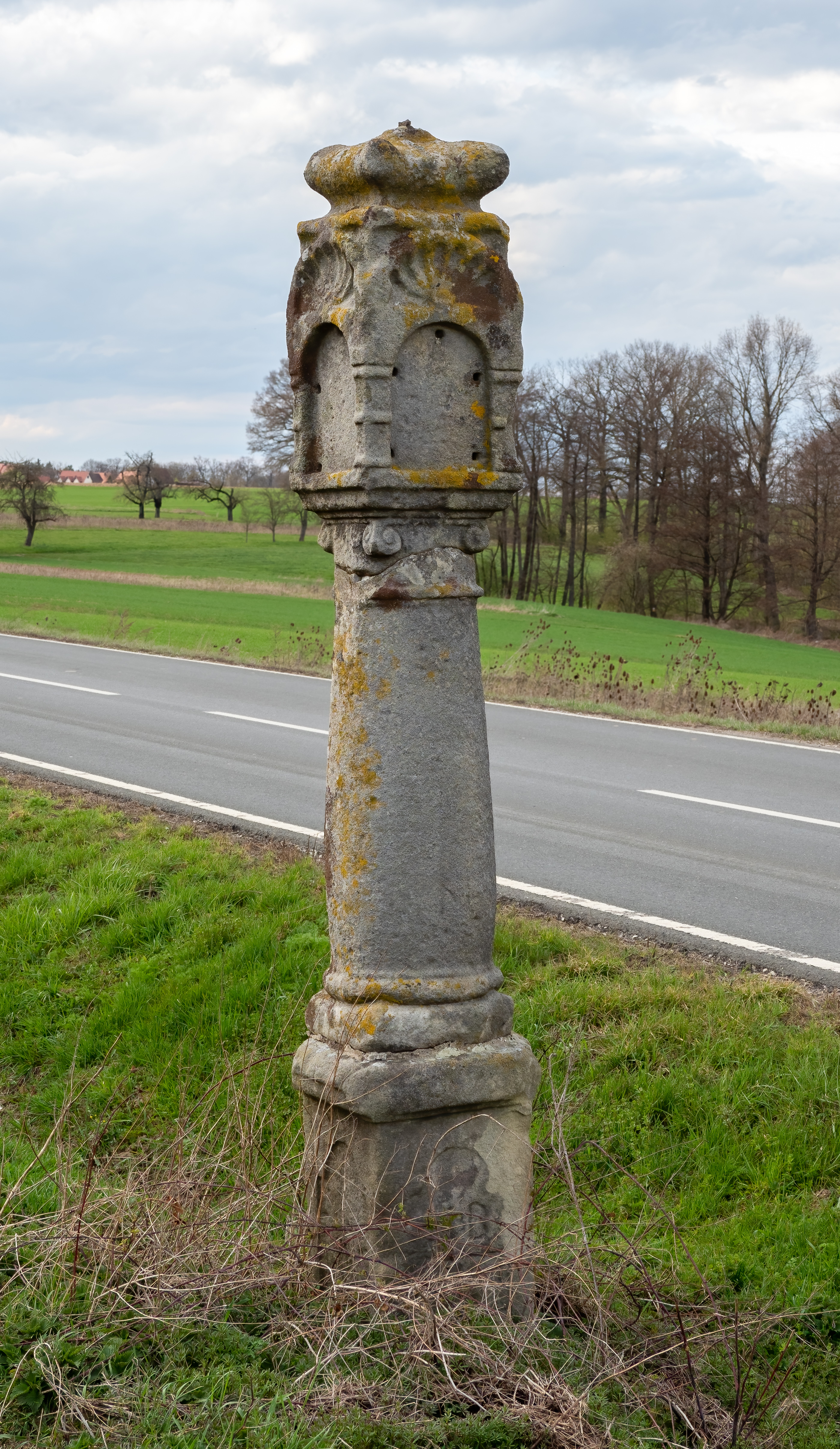
Bildstock Ebersbach

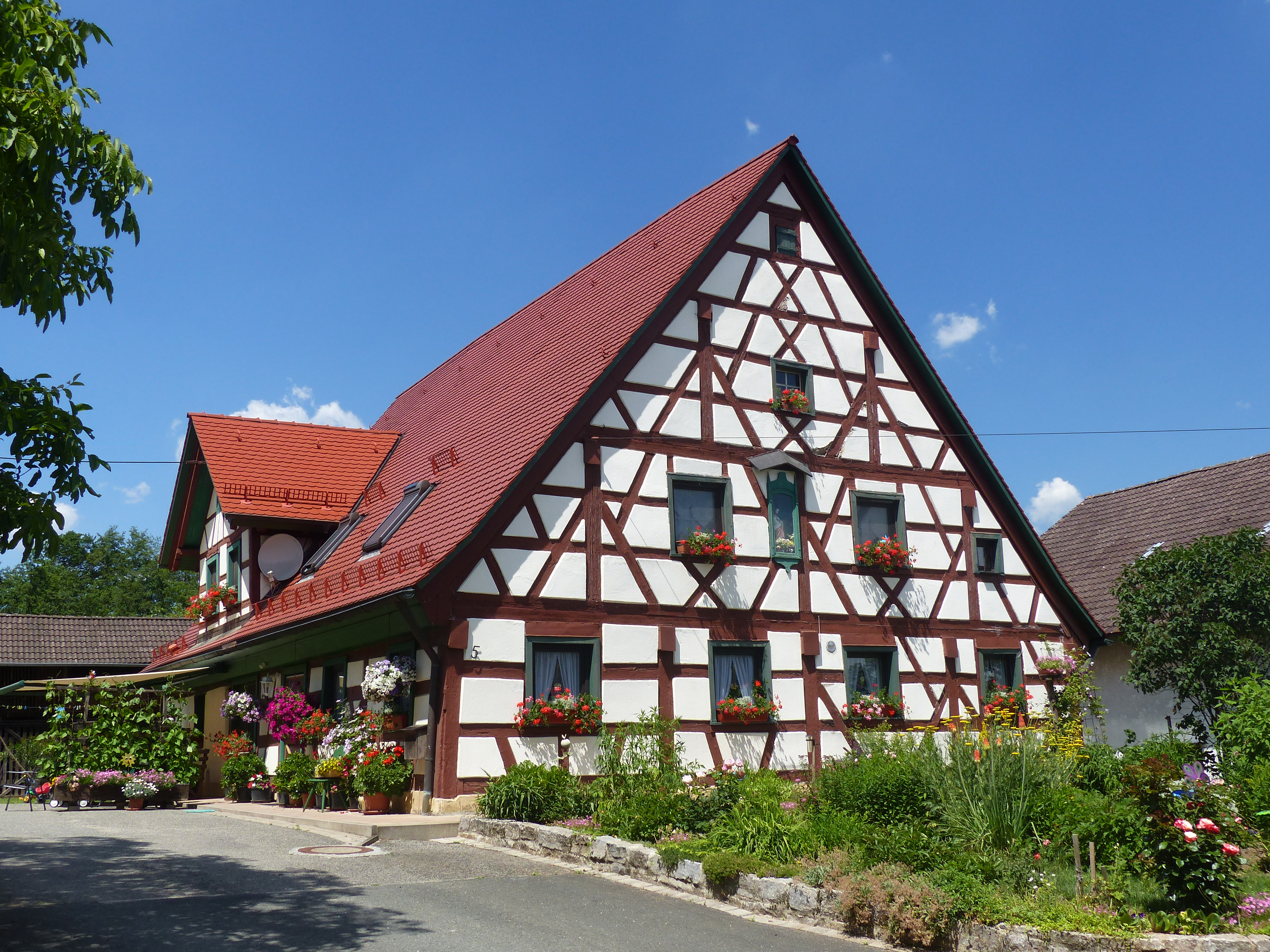
Bauernhaus in Fachwerkbauweise

In und um Ebersbach gibt es sieben denkmalgeschützte Objekte, darunter drei Bauernhäuser.